# Bataille d'Anegawa
- Forces de Asakura (à l'ouest) et Asai (à l'est)
- Forces de Tokugawa (à l'ouest) et Oda (à l'est)

La bataille d'Anegawa (姉川の戦い, Anegawa no tatakai) opposa le daimyō Nobunaga Oda, épaulé par Ieyasu Tokugawa, à une alliance des clans Asai et Asakura, durant la période Sengoku. Elle marqua le déclin des deux derniers en faveur des premiers, qui allaient étendre leur emprise sur le Japon.

## Contexte
En avril 1570, Oda lança une campagne contre la province d'Echizen, place forte de Yoshikage Asakura, qui s'était opposé à lui peu de temps auparavant. Pour atteindre cette province, il devait traverser celle d'Ōmi, alors gouvernée par Nagamasa Asai, son vassal et beau-frère, qui avait combattu à ses côtés lors de précédentes campagnes.
Contre toute attente, alors que les forces d'Oda étaient engagées dans ses terres, Nagamasa Asai s'allia  avec Asakura, et lança une offensive surprise sur les troupes du clan Oda. Ce dernier se retrouva alors pris au piège, pris dans un mouvement en tenaille entre deux armées puissantes.
Il dut alors battre en retraite au péril de sa vie, dans une action qui fut connue sous le nom de « retraite de Kanegasaki » (金ヶ崎の戦い, Kanegasaki no tatakai). Il divisa son armée en de nombreux groupes qui regagnèrent Kyoto par des chemins différents.
Rentré à Kyoto, Oda Nobunaga rameuta ses deux plus grands généraux, Hideyoshi Toyotomi et Ieyasu Tokugawa et prépara une campagne afin de se venger de ses ennemis et laver l'offense de la trahison.

## Déroulement
Oda lança son armée, avec celle du clan Tokugawa, contre la province d'Ōmi. Le 30 juillet 1570, ses forces rencontrèrent celles de Nagamasa Asai et de Yoshikage Asakura, dans le val de la rivière Anegawa. Oda et Tokugawa menèrent au combat environ 28 000 hommes, tandis que les armées des clans Asai et Asakura s'élevaient à 18 000 soldats.
Le général Ieyasu Tokugawa débuta la bataille en lançant une violente offensive sur le flanc de l'ennemi, contre les troupes d'Asakura. Les hommes de Oda affrontèrent pour leur part ceux de Asai. 
Les clans Asakura et Asai durent conclure une trêve de trois ans.